# Gasunfall in Bucheon
Der Gasunfall in Bucheon (im Koreanischen auch als 부천 LPG 충전소 폭발 사고 Bucheon LPG Chungjeonso Pokbal Sago bezeichnet) ereignete sich am 11. September 1998 mit Butangas an einer Gasverkaufsstelle im südkoreanischen Bucheon.
Die Verkaufsstelle hatte zwei Tanks, einen Propangastank mit 29,9 t Kapazität und einen Butangastank mit 39,9 t Kapazität.
Etwa um 14 Uhr begann ein Lastwagen den Butangastank zu füllen. Obwohl der Sicherheitsverantwortliche der Verkaufsstelle beim Füllvorgang dabei sein sollte, ist der Tank nur vom Lastwagenfahrer befüllt worden. Um 14:06 Uhr bemerkten erste Zeugen ein Gasleck. Dies führte um 14:10 Uhr zu einem Brand, der um 14:11 Uhr per Notruf gemeldet wurde. Um 14:25 Uhr und 14:27 Uhr ereigneten sich zwei BLEVEs. Dabei wurde der Butantank 67,4 m weit geschleudert.
Die Verkaufsstelle wurde bis auf die Gastanks, die im Untergrund lagen, vollständig zerstört. Der Schaden betrug daneben 5750 Gasflaschen, 12 Gebäude, 12 Tanklastfahrzeuge, 113 sonstige Fahrzeuge und 9 Feuerlöscher. Zudem war ein Toter neben 83 Verletzten zu beklagen. Der Schaden wurde auf 13 Millionen Dollar beziffert.